# Giordano Lupino
Giordano Lupino (... – 1197) fu il primo conte di Bovino nel Regno di Sicilia normanno.

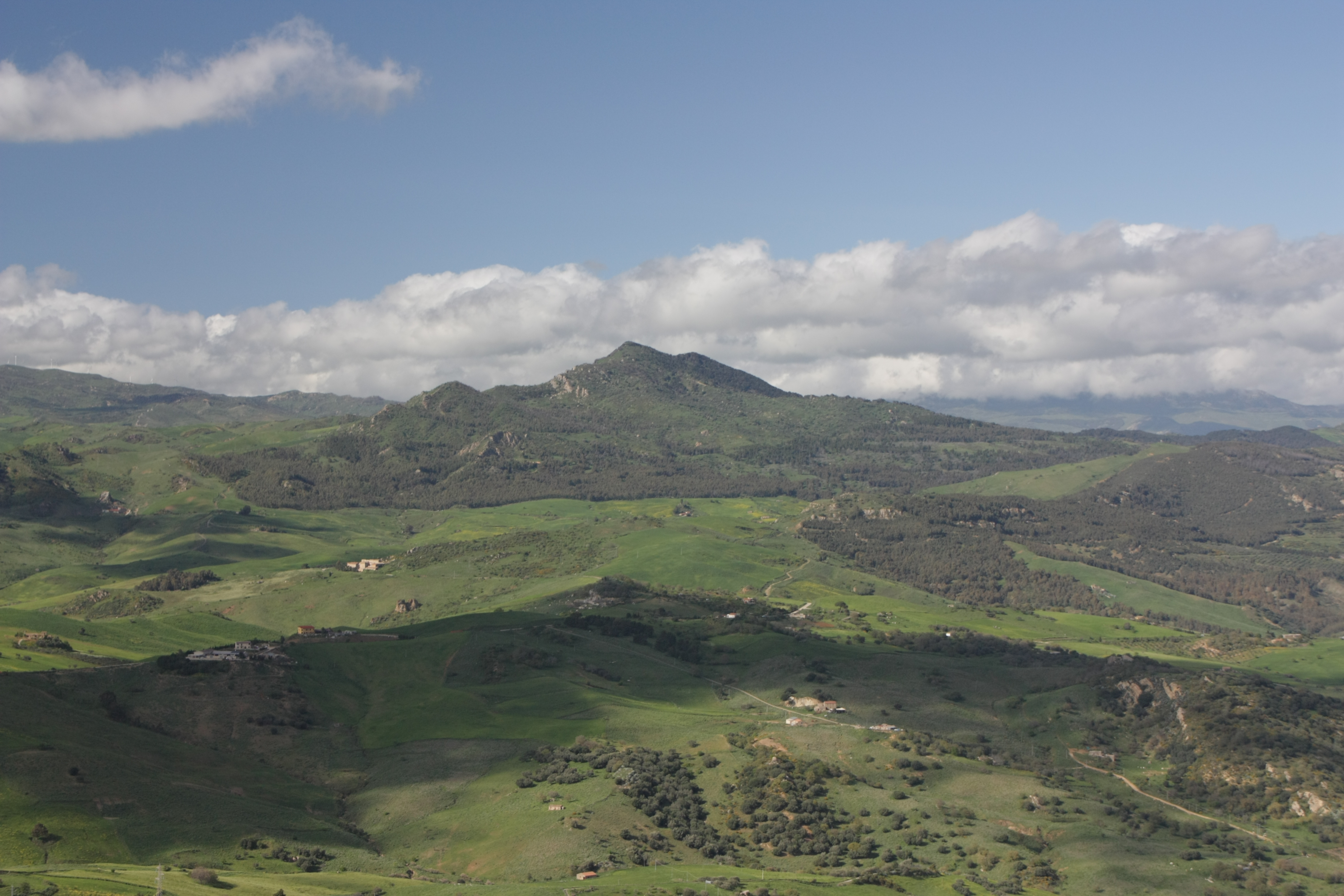
Il Monte Altesina (Tavis) in Sicilia era parte della signoria di Giordano.

Giocò un ruolo importante negli ultimi anni di dominio normanno e nei primi anni della dinastia sveva. Per ben due volte fu coinvolto nel passaggio attraverso la Sicilia di opposte armate crociate. Nella seconda occasione guidò una rivolta, apparentemente con la speranza di impadronirsi del trono. Ebbe successo ed attrasse un supporto significativo, venendo pure incoronato anti-re, ma alla fine fu catturato e giustiziato.

## Familia e nome
Giordano era figlio del conte Ugo I e della contessa Clemenza di Catanzaro. Aveva un fratello gemello maggiore, Ugo, conte di Conversano, che avrebbe ereditato Catanzaro. Il cognomen di Giordano, Lupino, fu portato anche da suo padre e suo fratello. Fu tuttavia storpiato dal cronista inglese Ruggero di Hoveden in "Jordanus de Pino" o "Jordanus del Pin", da cui lo storico francese Ferdinand Chalandon modernizzò in "Jourdain du Pin". Due manoscritti dell'Itinerarium Regis Ricardi di Richard de Templo, tuttavia, correttamente lo riportano come Luppin, e il poeta normanno Ambroise lo chiama "Jordanz Lupins" nel dialetto normanno.

## Governatore di Bovino e di Messina

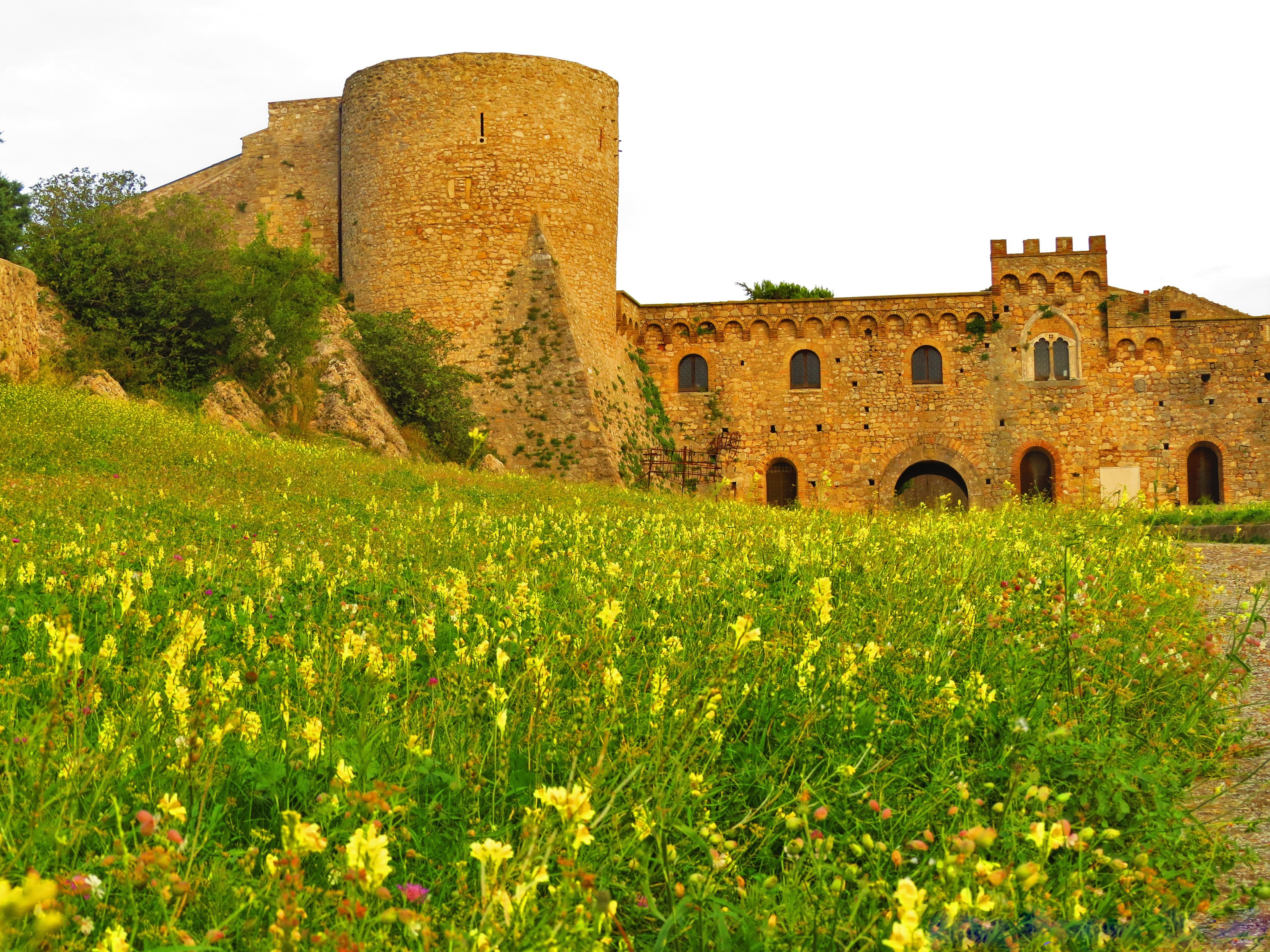
Il castello normanno a Bovino, il centro della contea di Giordano nell'Italia meridionale continentale.

A Palermo nel maggio 1183, Giordano fu testimone al diploma reale che consentì il matrimonio di Ruggero di Tarsia e Maria, figlio di Roberto Malconvenant. Dai tardi anni '80 era membro della guardia reale. Nel marzo 1187 era il regio senescalco (regis senescalcus) sotto Guglielmo II. Era anche il signore di Tavis, la zona attorno al Monte Altesina nei monti Erei della Sicilia centrale. Nella disputa successoria seguita alla morte di Guglielmo II nel 1189 egli appoggiò Tancredi, che lo ricompensò con la contea di Bovino. Questa contea era di nuova creazione, essendo stata ricavata dalla parte meridionale della contea di Loritello. Includeva pure Deliceto, Montellere and Monterisi. Lo storico Errico Cuozzo ritiene che a Giordano fosse stata concessa la contea di Bovino come compensazione per la perdita di Messina.
Dall'autunno del 1190, Tancredi aveva affidato a Giordano la difesa di Messina, e lui ne era responsabile quando arrivarono due grandi armate della Terza Crociata sotto Filippo II di Francia e Riccardo I d'Inghilterra. Secondo Ruggero di Hoveden, mentre Giordano e altri magnati siciliani si stavano incontrando con Riccardo negli alloggiamenti di quest'ultimo il 4 ottobre 1190, scoppiò una sommossa e i crociati anglo-normanni furono attaccati. Per reazione Riccardo assaltò la città. Secondo tanto Ruggero di Hoveden quanto Ambroise, Giordano e l'ammiraglio siciliano Margarito di Brindisi avevano infiammato la città contro i crociati e provocato le sommosse. Alla fine Giordano fu costretto a lasciare Messina a Riccardo, che a sua volta fu costretto da Filippo a porla sotto il controllo nominale dei Templari e degli Ospitalieri sino a quando Tancredi avesse corrisposto un'indennità. Secondo Radulfo di Diceto, Giordano e Margarito lasciarono la città in segreto con le loro famiglie.
Tutti gli autori anglo-normanni che trattano di Giordano — Ruggero di Hoveden, Richard de Templo e Ambroise — scrivevano dopo la morte di Tancredi, e dopo che Giordano era passato a sostenere l'imperatore. Senza alcuna eccezione hanno di lui un'opinione negativa. Essi lo chiamano pure  familiaris, la più elevata carica di corte, sebbene manchi l'evidenza che Giordano abbia raggiunto tale rango.

## Ribellione ed esecuzione

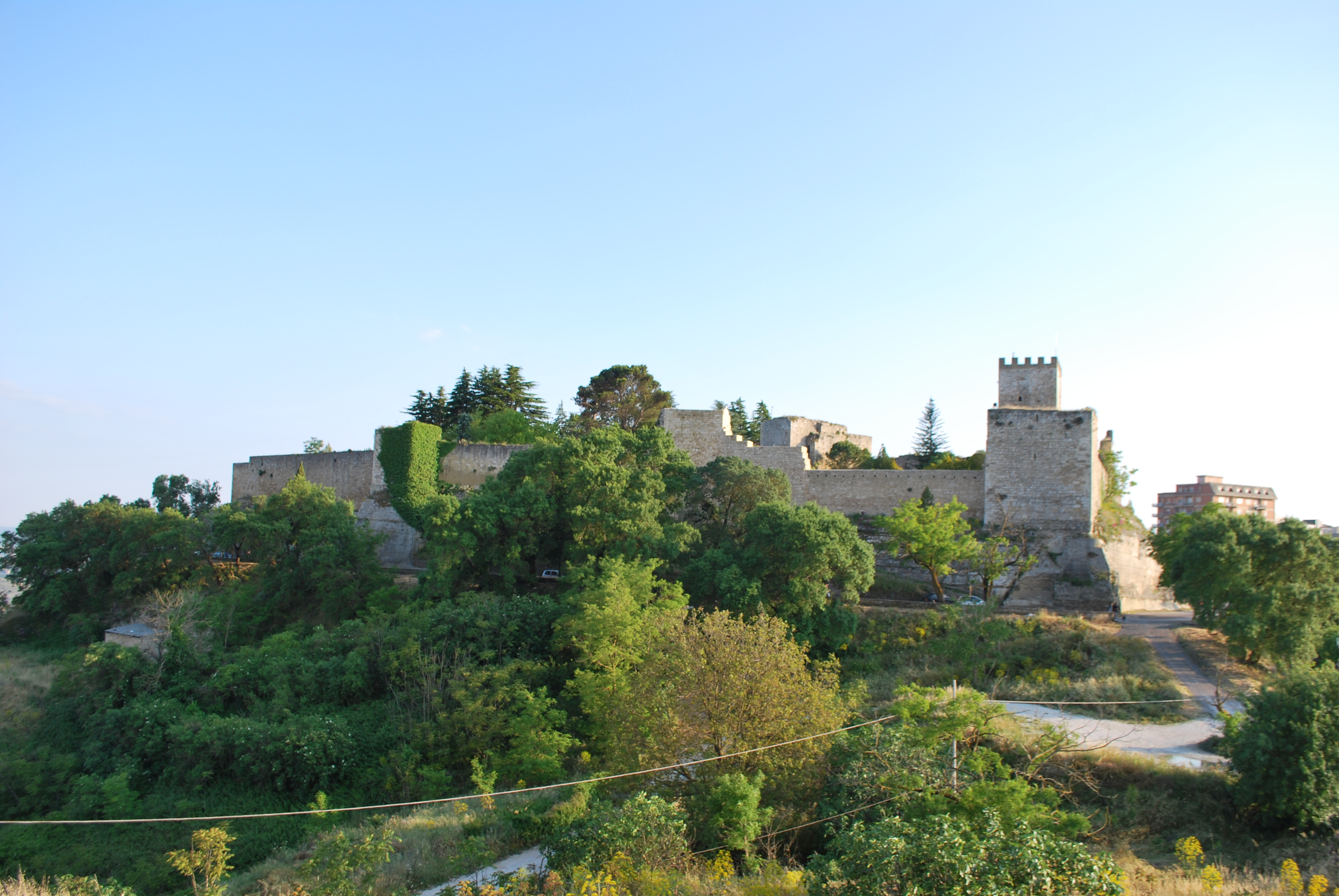
Il castello di Castrogiovanni fu l'ultima roccaforte della ribellione di Giordano nel 1197.

Dopo la morte di Tancredi nel 1194, l'imperatore Enrico VI si impadronì della Sicilia in nome di sua moglie, Costanza, figlia di Ruggero II. Malgrado avessero in passato appoggiato le pretese di Tancredi verso quelle di Costanza, Giordano e suo fratello appoggiarono Enrico dopo la morte di Tancredi ed entrambi risultano aver acquisito la sua fiducia poiché appaiono come testimoni a molte delle donazioni e concessioni di privilegi ai siciliani dell'imperatore. Cuozzo sostiene che Giordano e suo fratello abbandonarono Tancredi per Enrico già dall'estate del 1192.
Nel maggio 1197, quando Enrico passava attraverso la Sicilia per unirsi alla Crociata Tedesca, scoppiò una rivolta. Giordano e suo fratello furono entrambi implicati in essa. Secondo gli Annales Stadenses, erroneamente sotto l'anno 1196, il capo della rivolta fu un certo "Jordanus de Sicilia". La storica Evelyn Jamison per prima propose che questi fosse Giordano Lupino, un'ipotesi oggi largamente accettata. Ciononostante il cronista Riccardo di San Germano nomina il castellano di Castrogiovanni come un certo Guglielmo il Monaco (Guilielmus monachus), e è stato sostenuto che questi fu il capo ribelle che fu in seguito giustizato da Enrico.
Enrico represse la ribellione senza pietà, vendicandosi terribilmente sui ribelli catturati. Giordano a questo punto era pretendente al trono, essendo stato pure incoronato e avendo ricevuto in dono dei gioielli dalla regina Costanza, che si era spinta ad appoggiare i ribelli contro il suo proprio marito. Si era rinchiuso nel castello di Castrogiovanni. Arresosi ad Enrico fu torturato e giustiziato nel giugno 1197 di fronte alla regina. Secondo Ottone di Frisinga, l'imperatore "ordinò che un uomo che aspirava alla corona regale [cioè Giordano] dovesse avere una corona fissata a lui con dei chiodi di ferro". Altri indicano che fu costretto a sedersi su un trono rovente e che la corona inchiodata alla sua testa fu riscaldata fino a diventare incandescente.
In seguito alla repressione della rivolta, la contea di Bovino venne dissolta. Conversano e Catanzaro furono confiscate a Ugo, che scomparve dalla storia, e donate rispettivamente a Berardo Gentile e Riccardo di Fallucca. Nel 1201 la casa già appartenuta a Giordano in Messina fu concessa ad Anfusus de Rota.